# Wegmann Holding
Die Wegmann Unternehmens-Holding GmbH & Co. KG ist die Konzernobergesellschaft einer deutschen Unternehmensgruppe mit Sitz in Fürstenfeldbruck, die aus dem Kasseler Waggonbauer Wegmann & Co. hervorging. Der Unternehmenssitz wurde zum 1. Januar 2019 von Kassel nach Fürstenfeldbruck verlegt.
Die Wegmann Holding generiert kein eigenes Geschäft, sondern hält nur die Beteiligungen an den Obergesellschaften der einzelnen Geschäftsbereiche. Diese Obergesellschaften haben eigene Geschäftsführungen und agieren eigenständig.

## Geschäftsbereich Wehrtechnik
– Anteil: 50 % (mittelbar gehalten über Wegmann & Co. GmbH)
Der Rüstungskonzern KNDS entstand 2015 durch die Fusion der Krauss-Maffei Wegmann und der französischen Nexter Systems. Die anderen 50 % der Anteile werden mittelbar vom französischen Staat gehalten.

## Geschäftsbereich Schleifring
– Anteil: 90 %
Schleifring produziert Schleifring-Übertrager, HF- und Lichtwellendrehverbindungen, Medien-Drehverbindungen und Gantry-Subsysteme.

## Geschäftsbereich Wegmann Automotive
– Anteil: 100 %
Die Wegmann Automotive GmbH ist ein Hersteller von Auswuchtgewichten, Reifenventilen und Batteriepolhülsen für die Automobilindustrie.